# Mogera
Mogera là một chi động vật có vú trong họ Talpidae, bộ Soricomorpha. Chi này được Pomel miêu tả năm 1848. Loài điển hình của chi này là Talpa wogura Temminck, 1842.

## Các loài
Chi này gồm các loài:
- Mogera kanoana
- Mogera etigo Yoshiyuki and Imaizumi, 1991
- Mogera insularis Swinhoe, 1863
- Mogera kobeae Thomas, 1905
- Mogera minor Kuroda, 1936
- Mogera robusta Nehring, 1891
- Mogera tokudae Kuroda, 1940
- Mogera wogura (Temminck, 1842)
- Mogera uchidai